# Engin Kundag
Engin Kundag (türkisch Engin Kundağ; * 1984 in Bielefeld) ist ein deutsch-türkischer Filmregisseur, Drehbuchautor und Filmproduzent. Seine Filme liefen auf Filmfestivals, in Cannes und den Internationalen Filmfestspielen Berlin.

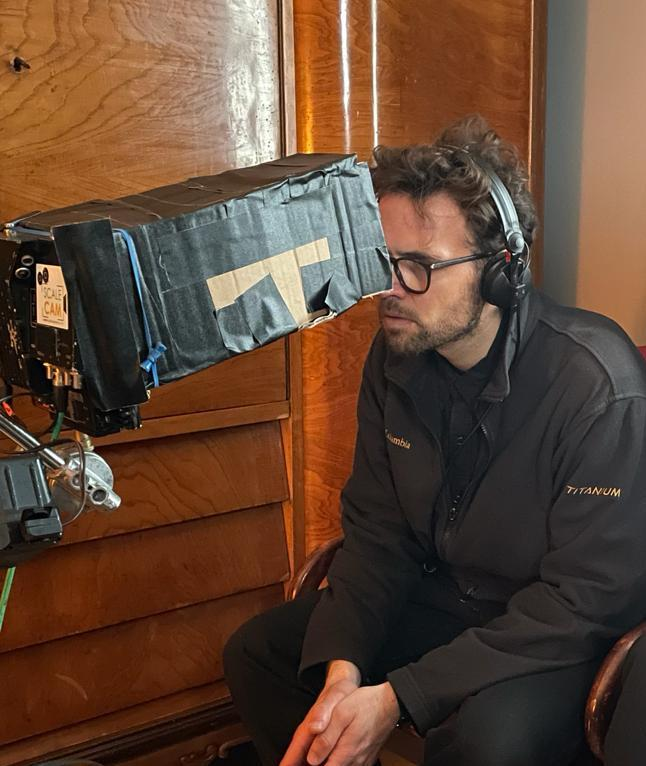
Engin Kundag am Set zum Film "Ararat"

## Werdegang
Engin Kundag wurde 1984 in Bielefeld geboren. Nach dem High-School-Abschluss in Indianapolis studierte er Drehbuch und Regie an der Internationalen Filmschule Köln. Sein Abschlussfilm Ararat (Kurzfilm) wurde 2012 bei den Internationalen Filmfestspielen Berlin gezeigt.

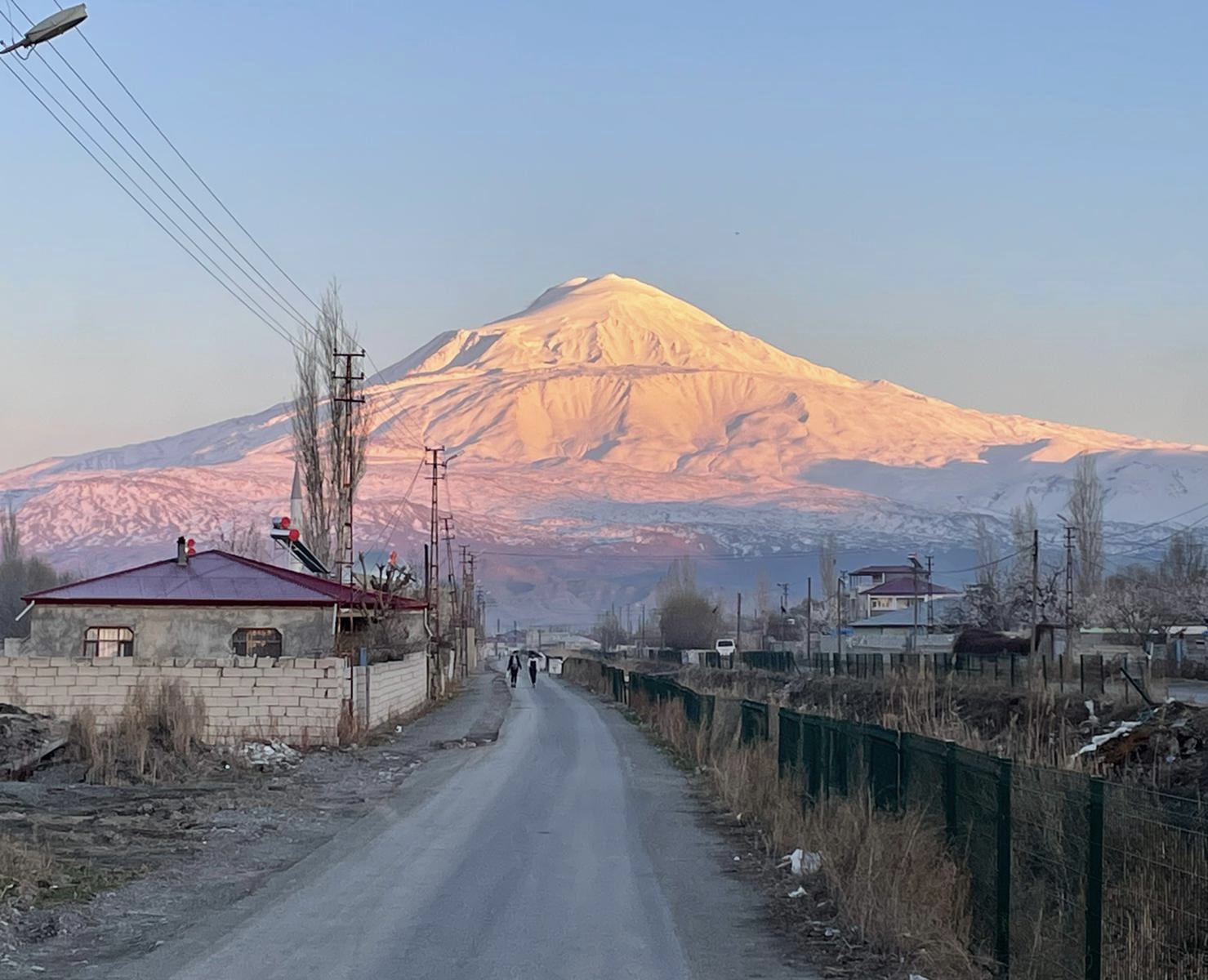
Der titelgebende erloschene Vulkan Ararat befindet sich in Ostanatolien

Der darauffolgende Film Torn lief in Cannes in der Sektion Quinzaine des Réalisateurs und „handelt von zwei Leben und zwei Welten, von einem Mann und einem Kind, der Welt der Kinder und der Erwachsenen, sie bestehen zugleich und bleiben für sich.“
Die Dreharbeiten zu seinem Debütfilm Ararat fanden ab April 2021 in Ostanatolien statt. Der Film handelt davon, dass der Deutsch-Türkin Zeynep vorgeworfen wird, „absichtlich einen Unfall verursacht zu haben. Sie flüchtet zu ihrem Vater Hasan und ihrer Mutter Fatma in die türkische Provinz.“ Dort stellt sie die festgefahrene Ehe ihrer Eltern und eine ganze Gesellschaft auf den Kopf – nicht aber die schlummernden Dämonen ihrer Vergangenheit. Als Kameramann fungierte Mikołaj Syguda. Die Premiere erfolgte im Februar 2023 im Rahmen der Internationalen Filmfestspiele Berlin, wo der Film in der Sektion Perspektive Deutsches Kino gezeigt wurde.

## Filmografie
- 2012: Ararat (Kurzfilm, Regie, Drehbuch, Produktion)
- 2014: Torn (Kurzfilm, Regie, Drehbuch)
- 2017: Hunt (Kurzfilm, Regie, Drehbuch, Produktion)
- 2023: Ararat (Regie, Drehbuch, Produktion)

## Festivals
- 2023: Ararat: Internationale Filmfestspiele Berlin
- 2014 Torn: Quinzaine des Réalisateurs
- 2012 Ararat: Internationale Filmfestspiele Berlin, Moma New Directors/New Films Festival, FBW Filmbewertung: Prädikat besonders wertvoll